# Служба национальной безопасности Республики Узбекистан
Слу́жба национа́льной безопа́сности Респу́блики Узбекиста́н (узб. Oʻzbekiston Respublikasi Milliy xavfsizlik xizmati) — бывший республиканский орган исполнительной власти Республики Узбекистан, спецслужба, осуществлявшая в пределах своих полномочий решение задач по обеспечению национальной и государственной безопасности Республики Узбекистан с 26 сентября 1991 года по 14 марта 2018 года. Главой структуры являлся председатель, а сам орган напрямую подчинялся президенту Республики Узбекистан.
Была наделена правом ведения предварительного следствия и дознания, оперативно-разыскной и разведывательной деятельности. Была предусмотрена военная, правоохранительная и гражданская служба. Относился к государственным военизированным организациям, которые имеют право приобретать боевое, ручное, стрелковое и иное оружие.
25 августа 1991 года, через несколько дней после «Августовского путча», указом президента Узбекской ССР Ислама Каримова КГБ УзССР был взят под юрисдикцию Узбекской ССР.
26 сентября 1991 года был издан указ президента Республики Узбекистан, согласно которому упразднялся Комитет государственной безопасности Узбекской ССР и создавалась Служба национальной безопасности Республики Узбекистан, подчиняющаяся президенту. 

2 ноября 1991 года Кабинет Министров при Президенте Республики Узбекистан постановил: 
Преобразовать союзно-республиканский Комитет государственной безопасности Узбекской ССР в Службу национальной безопасности Республики Узбекистан (на правах республиканского комитета).
Также было утверждено Положение о Службе национальной безопасности Республики Узбекистан.
14 марта 2018 года указом президента Республики Узбекистан Шавката Мирзиёева Служба национальной безопасности Республики Узбекистан была преобразована в Службу государственной безопасности Республики Узбекистан.
Председатели:
- Генерал-лейтенант Гулям Алиевич Алиев (26 сентября 1991 года — 27 июня 1995 года)
- Генерал-полковник Рустам Расулович Иноятов (27 июня 1995 года[5] — 31 января 2018 года[6])
- Генерал-лейтенант Ихтиёр Бахтиёрович Абдуллаев (31 января 2018 года[7] — 14 марта 2018 года)